# Universidad de Los Lagos
La Universidad de Los Lagos es una universidad chilena integrante del Consejo de Rectores de las Universidades Chilenas, del Consorcio de Universidades del Estado de Chile, y de la Agrupación de Universidades Regionales de Chile. Su casa central está situada en la ciudad de Osorno, siendo la única de carácter público estatal ubicada en la Región de Los Lagos.
Actualmente se encuentra acreditada por la Comisión Nacional de Acreditación (CNA-Chile) por un período de 5 años (de un máximo de 7), desde septiembre de 2021 hasta septiembre de 2026.Figura en la posición 36 dentro de las universidades chilenas según la clasificación webométrica SCImago Institutions Rankings (SIR) 2024.Está en la posición 18 según el ranking de Webometrics 2024. Está en la posición 17-28 a nivel nacional en el ranking Times Higher Education 2024.

## Historia
Su tradición académica es legada desde 1964 por la Universidad de Chile y la Universidad Técnica del Estado cuyas sedes de Osorno y Puerto Montt se fusionaron en 1981 dando origen al Instituto Profesional de Osorno. La universidad fue creada por la ley 19238 de 30 de agosto de 1993, a partir del Instituto Profesional de Osorno.
Para atender su matrícula superior a los 4.440 alumnos, la Universidad de Los Lagos tiene dependencias tanto en Osorno como en Puerto Montt con diversos y especializados laboratorios científicos, de computación y de idiomas, una Planta Piloto en el área de alimentos, un Barco Escuela en Puerto Montt, una Clínica Psicopedagógica y Jardín Infantil para la formación de especialistas, unidad de radio y televisión, talleres fotográficos, de arte y teatro, salas de música, de cine y de conferencias, salas de estudio y casinos, canchas, multicanchas y gimnasios. 
En Osorno posee un campus de 22 hectáreas, con 24.616 metros cuadrados construidos, además del legado arquitectónico de una casa de 1.776 metros cuadrados de clásico estilo alemán destinada a la Escuela de Arquitectura. También tiene una Casa Central, ubicada en el centro de la ciudad, y un Instituto Tecnológico como alternativa a la formación de pregrado. 
En Puerto Montt, la Universidad de Los Lagos tiene instalaciones destinadas a labores académicas con una superficie construida de más de 9.300 metros cuadrados. Posee, además, una Piscicultura Experimental de Acuicultura y Ciencias del Mar en la localidad de Metri, en el km. 30 de la Carretera Austral, y otras Estaciones de Piscicultura y Cultivo de Salmones en Quinchao y Río Sur. Se suman a estas instalaciones, una estación de limnología en el Lago Rupanco y un fundo forestal de 300 hectáreas en la Barra del Río Bueno. La Universidad también desarrolla acciones docentes y de extensión en Coyhaique y en Santiago, se encuentra el Campus República destinado a actividades académicas y a diversas acciones institucionales.

## Organización
La casa central de la universidad está ubicada en la ciudad de Osorno. Además posee tres sedes, en Chiloé, Puerto Montt y Santiago.

### Departamentos y escuelas
- Escuela de Pedagogía
- Ciencias Exactas
- Acuicultura y Recursos Agroalimentarios
- Ciencias Administrativas y Económicas
- Arquitectura y Diseño
- Ciencias Biológicas y Biodiversidad
- Gobierno y Empresa
- Humanidades y Arte
- Ciencias Sociales
- Educación
- Recursos Naturales y Medio Ambiente
- Ciencias de la Actividad Física
- Ciencias de la Salud
- Ciencias del Desarrollo

### Carreras de Pregrado
| Campus Osorno |
| --- |
| - Agronomía - Antropología - Biología Marina - Contador Público y Auditor - Derecho - Educ. Diferencial con Especialización en Problemas de Aprendizaje - Educación Parvularia - Enfermería - Fonoaudiología - Ingeniería Civil en Informática - Ingeniería Comercial - Ingeniería en Acuicultura Sostenible - Ingeniería en Alimentos - Kinesiología - Nutrición y Alimentación - Obstetricia y Puericultura - Ped. en Educ. Básica con Mención en Lenguaje y Matemática - Ped. en Educ. Media en Educación Física - Ped. en Educ. Media en Historia y Geografía - Ped. en Educ. Media en inglés - Ped. en Educ. Media en Lengua Castellana y Comunicaciones - Ped. en Educ. Media en Matemática y Computación - Psicología - Química y Farmacia - Tecnología Médica - Trabajo social - Técnico de Nivel Superior en Enfermería - Técnico Deportivo Universitario - Técnico Universitario en Administración de Empresas - Técnico Universitario en Construcción - Técnico Universitario en Educación Parvularia - Técnico Universitario en Electricidad y Automatización - Técnico Universitario en Gestión y Desarrollo de Productos Alimentarios - Técnico Universitario en Informática - Ingeniería en Administración de Empresas para Técnicos de Nivel Superior - Prosecución de Estudios a Pedagogía en Educación Media Mención Educación Física - Prosecución de Estudios a Educación Parvularia |
| Campus Puerto Montt |
| - Arquitectura - Ciencias Políticas y Administrativas - Derecho - Enfermería - Ingeniería Ambiental - Ingeniería Civil - Ingeniería Civil Eléctrica - Ingeniería Civil en Informática - Ingeniería Civil Industrial - Kinesiología - Ped. en Educ. Media en Educación Física - Pedagogía en Educación Media en Artes Mención: Música y Artes Visuales - Psicología - Terapia Ocupacional - Técnico de Nivel Superior en Enfermería - Técnico Deportivo Universitario - Técnico Universitario en Construcción - Técnico Universitario en Educación Parvularia - Técnico Universitario en Electromecánica Marítima - Técnico Universitario en Gestión y Desarrollo de Productos Alimentarios - Técnico Universitario en Informática - Técnico Universitario en Transporte Marítimo Costero - Prosecución de Estudios a Pedagogía en Educación Media Mención Educación Física |
| Sede Chiloé |
| - Pedagogía en Educación General Básica - Psicología - Terapia Ocupacional - Técnico de Nivel Superior en Enfermería - Técnico Deportivo Universitario - Técnico Universitario en Administración de Empresas - Técnico Universitario en Construcción - Técnico Universitario en Educación Parvularia - Técnico Universitario en Electricidad y Automatización - Técnico Universitario en Informática - Construcción Civil para Técnicos de Nivel Superior - Ingeniería en Administración de Empresas para Técnicos de Nivel Superior |
| Sede Santiago |
| - Ingeniería en Administración de Empresas - Ingeniería en Administración Pública - Ingeniería en Informática - Ingeniería en Prevención de Riesgos |

### Programas de postgrado
- Doctorado en Educación Matemática
- Doctorado en Ciencias, Mención Conservación y Manejo de Recursos Naturales
- Doctorado de Ciencias Sociales en Estudios Territoriales
- Doctorado en Educación – Consorciado (Universidad de Los Lagos, Universidad de Playa Ancha, Universidad de Antofagasta)
- Magíster en Ciencias Humanas, mención Historia
- Magíster en Ciencias, mención Producción, Manejo y Conservación de Recursos Naturales
- Magíster en Educación Matemática
- Magíster en Salud Pública, Colectiva y Territorio
- Magíster en Gobierno y Gestión de Políticas Públicas
- Magister de Ciencias Sociales en Estudios Territoriales
- Magister en Educación
- Magíster en Gobernanza Territorial
- Magíster en Psicología Educacional
- Magister en Artes y Educación

### Centros de investigación
- Centro de Investigación y Desarrollo de Recursos y Ambientes Costeros (i-mar)
- Centro de Estudios del Desarrollo Regional y Políticas Públicas (CEDER)